# Bitwa pod Mir Ali
Bitwa pod Mir Ali – bitwa rządowych wojsk Pakistanu z bojówkami talibskimi i z nimi sympatyzującymi rozegrana w dniach 7 – 10 października 2007 wokół miejscowości Mir Ali.

## Bitwa
Do pierwszych walk doszło 7 października, kiedy to rebelianci zaatakowali z zasadzki konwój wojsk narodowych ładunkami wybuchowymi domowej roboty. Od tego incydentu wybuchły walki na dobre. Bojownicy starali się prowadzić bitwę partyzancką. W pierwszym dniu krwawych walk zginęło prawie 200 osób i zniszczono 50 domów w wyniku czego poległo 35 cywilów.
Po licznych atakach talibów, na teren walki przebył śmigłowiec i samolot klasy myśliwskiej.
Wojskowe komunikaty 8 października podały, iż zginęło 37 pakistańskich żołnierzy, a 13 uznaje się za zaginionych.
9 października pakistańska armia podała, że samoloty zorganizowały ostrzał pozycji rebeliantów i w wyniku tego zginęło około 50 bojowników. Kolejne sprawozdania z bitwy mówiły, że ta liczba to mieszanka talibów i cywilów.
10 października nastąpił wielki rajd wojska Pakistanu złożonego prawie z 1000 żołnierzy znad miasta Bury Epi do Mir Ali. W wyniku tego ataku zginęło 50 talibów. Tego samego dnia doszło w mieście, w którym toczyła się bitwa do eksplozji sklepu, jednak nikt nie ucierpiał.

## Rozejm
15 października, pakistańscy żołnierze i bojownicy plemienni w północno-zachodniej prowincji Waziristan Północnego zgodzili się na podpisanie rozejmu, który obowiązywał do końca października 2007.